# Українська соборно-єпископська церква
Украї́нська собо́рно-єпи́скопська це́рква — церковне згромадження автокефального напрямку, яке існувало в УСРР з 1925 по 1941. У московській шовіністичній традиції (зокрема серед «тихоновців») УСЄЦ іменують «лубенським розколом», або «булдовцями». 

## Історія
У середині 1920-х Українська синодальна (обновленська) церква уже вичерпала себе й не могла продовжувати ефективну боротьбу з Українською автокефальною православною церквою (УАПЦ) та московськими шовіністичними відгалуженнями. Питання про необхідність внесення чергової смути в УПЦ та УАПЦ і створення нової церковної організації було порушене на засіданні Всеукраїнської антирелігійної комісії (ВАК) на початку 1925 року. На думку більшовиків, щоби це угруповання «змогло успішно боротися з тихоновщиною, єпископи, що очолять його, повинні бути „суворо канонічними“ з точки зору віруючих мас, окрім того, для боротьби з липківщиною… це угруповання… повинно стати на шлях автокефалії Української церкви та українізації богослужіння». ДПУ вирішує заарештувати митрополита Київського Михайла (УПЦ) та передати церковну владу в Україні органу, до якого б входили лояльні до радянської вади архієреї.
Для надання церковному угрупованню більшої ваги влада залучила до цієї акції заступника екзарха України, керуючого Харківською, Катеринославською та Донецькою єпархіями архієпископа Йоаникія (Соколовського), який знаходився тоді під судом за вчинення опору під час конфіскації церковних коштовностей. У березні 1925 року ВАК дав інструкцію органам ДПУ завербувати архієрея, після чого зв'язатися з ВУЦВК стосовно його помилування. Смерть патріарха Тихона прискорила втілення в життя плану атеїстів. За вказівкою таємних органів архієпископ Йоаникій разом з єпископами Лубенським Феофілом (Булдовським), Золотоноським Сергієм (Лабунцевим), Подільським Павлом (Погорілком) та Сновським Сергієм (Іваницьким) створив у Харкові ініціативну групу по скликанню з'їзду українських архієреїв. На нього було запрошено понад 20 архіпастирів, що тоді перебували в Україні. Проте до Лубен, де 4-5 червня 1925 року проходив собор, окрім уже згаданих церковних достойників, приїхав тільки єпископ Йосиф, який, щоправда, незабаром покинув зібрання. Його організатори, посилаючись на постанови Всеросійського Помісного Собору 1918 року про надання УПЦ автономії та Собору єпископів України 1922 року, проголосили автокефалію Української православної церкви й відмежувалися від «колишніх правителів Української церкви дореволюційного періоду, що… знехтували прагненням українського народу до автокефалії та українізації», «контрреволюційної тихоновщини», «прихованої петлюрівщини, що звила гніздо в липківському самосвятстві» та обновленського розколу. Учасники з'їзду сформували вищий церковний орган — Собор єпископів України (СЄУ), який мав стати наступником Собору єпископів України 1922 року. Нове угруповання отримало назву Українська соборно-єпископська церква. Її главою став єпископ Павло (Погорілко), першим заступником — архієпископ Йоаникій, другим — єпископ Феофіл (Булдовський), котрий згодом очолив цю церкву.
Влада всіляко допомагала УСЄЦ. Органи ДПУ всебічно зміцнювали течію соборно-єпископців шляхом підтримки «аж до матеріальної, з метою використання їх для боротьби з тихоновцями й липківцями та спрямування їхньої загальної церковної політики у бік вигідний радвладі».
У 1933 р. голова УСЄЦ митрополит Феофіл переїхав до Луганська, де на той час було найбільше громад, що знаходилися у його юрисдикції. У 1937 р. він повернувся до Харкова. Остання громада УСЄЦ, яка діяла в Олександрівську Луганської області, проіснувала до 1941 р., після чого приєдналася до УПЦ.

## Єпископат
- митрополит Феофіл (Булдовський) (25 грудня 1924 — 27 липня 1942)
- єпископ Сергій (Лабунцев) (25 грудня 1924 — 1937)
- архієпископ Павло (Погорілко) (25 грудня 1924 — 1927)
- єпископ Сергій (Іваницький) (25 грудня 1924 — 1927)
- архієпископ Йоаникій (Соколовський) (березень 1925 — 1927)
- єпископ Макарій (Крамаренко) (8 червня 1925 — 8 грудня 1937)